# Johann David Behaghel

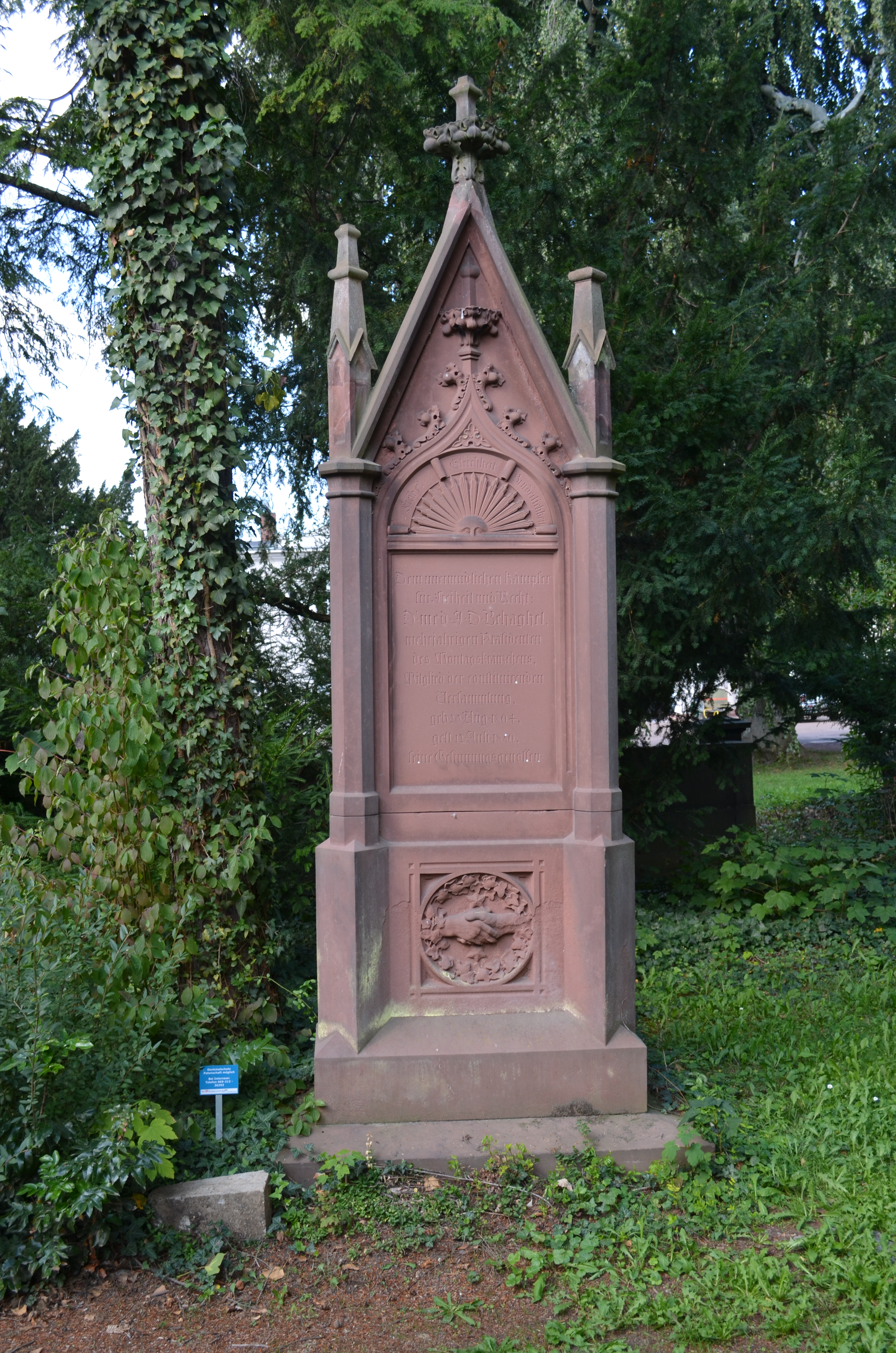
Grab D 473 Behaghel

Johann David Behaghel (* 29. August 1804 in Frankfurt am Main; † 12. Juli 1850 ebenda) war ein deutscher Arzt und Abgeordneter.

## Leben
Behaghel studierte Medizin in Berlin, wurde 1829 zum Dr. med. promoviert und arbeitete als praktischer Arzt in der Freien Stadt Frankfurt. Seinen Bürgereid und ärztlichen Eid legte er am 23. Oktober 1833 ab.
Im Rahmen der Märzrevolution 1848 war er einer der führenden Liberalen der Stadt und stand gemeinsam mit Maximilian Reinganum dem „Montagkränzchen“, dem Verein der Liberalen in der Stadt, als Präsident vor. Daneben war er Präsident eines „liberal-religiösen Volksvereins“. Am 24. August 1848 wurde er in den dreißigköpfigen Verfassungsausschuss der Stadt gewählt, bei der folgenden Wahl am 25. Oktober 1848 wurde er in die Constituierende Versammlung der Freien Stadt Frankfurt gewählt. Bei der Volksversammlung auf der Pfingstweide am 17. September 1848 führte Behaghel den Vorsitz; in den folgenden Tagen kam es zur Septemberrevolution 1848, einem spontanen Volksaufstand, der mit militärischer Gewalt niedergeschlagen wurde.
Sein Grab auf dem Frankfurter Hauptfriedhof (Gewann D, Grabnummer 473) steht unter Denkmalschutz. Das Grabmal aus rotem Mainsandstein zeigt im Giebel eine aufgehende Sonne, umgeben von der Losung der französischen Revolution Freiheit, Gleichheit, Brüderlichkeit. Die Inschrift lautet:

„Dem unermüdlichen Kämpfer

für Freiheit und Recht:

Dr. med. J. D. Behaghel

Mehrjährigen Präsidenten

des Montagskränzchens,

Mitglied der constituierenden

Versammlung,

Geb 29 Aug 1804,

Gest 12 Juli 1850

Seine Gesinnungsgenossen“

Den Sockel schmückt ein Relief zweier sich schüttelnden Hände.